# Lepidonotus variabilis
Lepidonotus variabilis är en ringmaskart som beskrevs av Webster 1879. Lepidonotus variabilis ingår i släktet Lepidonotus och familjen Polynoidae. Inga underarter finns listade i Catalogue of Life.